# 카리메 로사노
카리메 로사노(Karyme Lozano, 1978년 4월 3일 ~ )는 멕시코의 배우이다.

## 출연 작품
- 포 그레이터 글로리 (2012)
- 페페 & 산토 대 아메리카 (2009)
- 밴디도 (2004)
- 돈 프란시스코 프레센타 (2002)